# Steenisia pterosepala
Steenisia pterosepala là một loài thực vật có hoa trong họ Thiến thảo. Loài này được (Airy Shaw) Bakh.f. miêu tả khoa học đầu tiên năm 1952.